# The Fugitive (série de televisão)

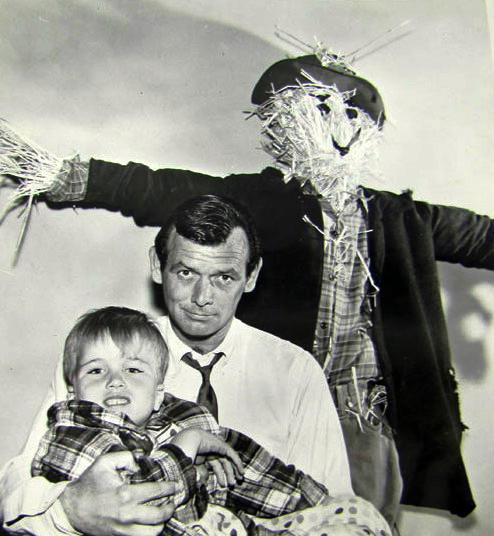
David Janssem com Clint Howard em "O fugitivo" (1965)

The Fugitive, ou O Fugitivo em português, foi um seriado de televisão estadunidense apresentado em preto-e-branco de 1963 a 1966, e em cores de 1966 a 1967. A série teve quatro temporadas e contou com 120 episódios no total, e foi apresentada pelo canal ABC.
Foi uma das primeiras séries estrangeiras a ser exibida na RTP em Portugal, ocorrendo a sua exibição em 1968, com um grande sucesso de audiências.

## Sinopse
O Dr. Richard Kimble é acusado, julgado e condenado pelo assassinato de sua esposa. Na noite anterior à prisão ele foge, pois a única chance de provar a sua inocência é encontrando o responsável pelo crime, um homem de um braço só que ele viu nas proximidades de sua casa quando retornava após uma discussão com a esposa. A partir daí ele é perseguido sem tréguas pelo obcecado tenente Gerard, e muitas vezes sua vida corre perigo quando sua identidade é desvendada ao ajudar outras pessoas em dificuldade.

## Elenco
- David Janssen .... Dr. Richard Kimble
- Barry Morse .... tenente Philip Gerard
- William Conrad .... narrador

Muitos atores famosos participaram em episódios do seriado, como Bruce Dern, Dabney Coleman, Diana Hyland, Eileen Heckart, Telly Savalas, Shirley Knight, Robert Duvall, Edward Asner, Michael Constantine, Leslie Nielsen, Pat Hingle, Suzanne Pleshette, Kurt Russell, Ed Begley, Celeste Holm, Diane Baker, Madeleine Sherwood, Kim Darby, Beau Bridges James Daly e Tom Skerritt, entre diversos outros.

## Filme
Em 1993 foi realizado o filme The Fugitive, baseado no seriado, e com Harrison Ford no papel de Dr. Kimball e Tommy Lee Jones no papel de detetive Gerard.

## Remake do seriado
Em 2000 foi realizado um remake do seriado de 1963, com Tim Daly como Dr. Richard Kimble e Mykelti Williamson como tenente Philip Gerard. A série foi apresentada no canal CBS e teve apenas uma temporada.